# Giovanni Passannante

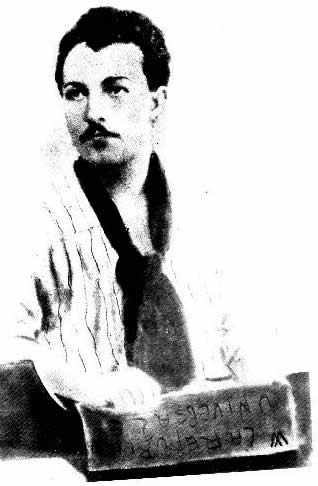
Giovanni Passannante

Giovanni Passannante, född 19 februari 1849 i Savoia di Lucania, död 14 februari 1910 i Montelupo Fiorentino, var en italiensk anarkist. 
1878 försökte han döda kung Umberto I. Passannante dömdes till döden men 1879 benådades han av kungen och straffet omvandlades till livstids fängelse i total isolering. Sedermera som ett resultat av ensamhet blev han sinnessjuk. Efter 10 år av lidande skickades han till mentalsjukhus Montelupo Fiorentino, Florens, där han levde resten av sitt liv.
Efter hans död avlägsnades hans huvud från hans kropp för kriminologisk forskning, och hans skalle och hjärna ställdes ut för allmänheten på mentalsjukhus i Montelupo Fiorentino, efter att de skickats till kriminalmuseum i Rom. Efter 97 års offentlig utställning, den 10 maj 2007 begravdes han i sin hemstad i Basilicata.